# CeBIT
CeBIT je bila najpomembnejša in največja računalniška sejemska prireditev na svetu, ki se je dogajalo vsako leto v Hannovru (Nemčija) do  leta 2018. Razstaviščni prostori obsegajo 400.000 m², prireditev pa je s 700.000 obiskovalci večja kot sejem COMDEX v Las Vegasu. 
Ime CeBIT je akronim za Centrum der Büro- und Informationstechnik - Center za pisarniško in informacijsko tehnologijo. V začetku je bil CeBIT del vsakoletne prireditve Hanover Fair. Leta 1986 pa je postal del z informacijsko tehnologijo tako obsežen, da je postal samostojna prireditev. 
Zadnja leta se na sejmu predstavlja tudi nekaj slovenskih podjetij.
Datumi prireditev:
- CeBIT 2005: 10. marec - 16. marec 2005
- CeBIT 2006: 9. marec - 15. marec 2006
- CeBIT 2007: 15. marec - 21. marec 2007
- CeBIT 2008: 4. marec - 9. marec 2008
- CeBIT 2009: 3. marec - 8. marec 2009
- CeBIT 2010: 1. marec - 6. marec 2010
- CeBIT 2011: 28. februar - 5. marec 2011
- CeBIT 2012: 6. marec - 10. marec 2012
- CeBIT 2013: 5. marec - 9. marec 2013